# Perception (Fernsehserie)/Episodenliste

Logo zur Serie

Diese Episodenliste enthält alle Episoden der US-amerikanischen Drama-Serie Perception, sortiert nach der US-amerikanischen Erstausstrahlung. Zwischen 2012 und 2015 entstanden in drei Staffeln insgesamt 39 Episoden mit einer Länge von jeweils etwa 43 Minuten.

## Übersicht
| Staffel | Episodenanzahl | Erstausstrahlung USA | Erstausstrahlung USA | Deutschsprachige Erstausstrahlung | Deutschsprachige Erstausstrahlung |
| Staffel | Episodenanzahl | Staffelpremiere      | Staffelfinale        | Staffelpremiere                   | Staffelfinale                     |
| ------- | -------------- | -------------------- | -------------------- | --------------------------------- | --------------------------------- |
| 1       | 10             | 9. Juli 2012         | 17. September 2012   | 8. November 2013                  | 10. Januar 2014                   |
| 2       | 14             | 25. Juni 2013        | 18. März 2014        | 10. Juni 2014                     | 26. August 2014                   |
| 3       | 15             | 17. Juni 2014        | 17. März 2015        | 27. Februar 2015                  | 5. Juni 2015                      |

## Staffel 1
Die Erstausstrahlung der ersten Staffel war vom 9. Juli bis zum 17. September 2012 auf dem US-amerikanischen Fernsehsender TNT zu sehen. Die deutschsprachige Erstausstrahlung sendete der deutsche Pay-TV-Sender RTL Crime vom 8. November 2013 bis zum 10. Januar 2014.
| Nr. (ges.) | Nr. (St.) | Deutscher Titel                      | Originaltitel | Erstausstrahlung USA | Deutschsprachige Erstausstrahlung (D) | Regie               | Drehbuch                      | Quoten (USA) |
| ---------- | --------- | ------------------------------------ | ------------- | -------------------- | ------------------------------------- | ------------------- | ----------------------------- | ------------ |
| 1          | 1         | Die Realitäten des Dr. Daniel Pierce | Pilot         | 9. Juli 2012         | 8. Nov. 2013                          | Alan Poul           | Kenneth Biller & Mike Sussman | 5,60 Mio.    |
| 2          | 2         | Gesichter                            | Faces         | 16. Juli 2012        | 15. Nov. 2013                         | Greg Beeman         | Kenneth Biller & Mike Sussman | 5,33 Mio.    |
| 3          | 3         | Wir schreiben das Jahr 1986          | 86’d          | 23. Juli 2012        | 22. Nov. 2013                         | Deran Sarafian      | Stephen Tolkin                | 4,54 Mio.    |
| 4          | 4         | Zukünftiges zwischen den Zeilen      | Cipher        | 30. Juli 2012        | 29. Nov. 2013                         | Deran Sarafian      | Jerry Shandy                  | 3,73 Mio.    |
| 5          | 5         | Gottes Stimme und des Menschen Wille | The Messenger | 6. Aug. 2012         | 6. Dez. 2013                          | Christopher Misiano | Stephen Tolkin & Jason Ning   | 4,10 Mio.    |
| 6          | 6         | Liebeskrank                          | Lovesick      | 20. Aug. 2012        | 13. Dez. 2013                         | Greg Beeman         | Jason Ning                    | 3,90 Mio.    |
| 7          | 7         | Nemesis                              | Nemesis       | 27. Aug. 2012        | 20. Dez. 2013                         | Christopher Misiano | Amanda Green                  | 3,98 Mio.    |
| 8          | 8         | Kilimandscharo                       | Kilimanjaro   | 3. Sep. 2012         | 27. Dez. 2013                         | Tawnia McKiernan    | Amanda Green                  | 4,21 Mio.    |
| 9          | 9         | Schattenseite (1)                    | Shadow        | 10. Sep. 2012        | 3. Jan. 2014                          | Ken Biller          | Mike Sussman                  | 3,54 Mio.    |
| 10         | 10        | Lichtblick (2)                       | Light         | 17. Sep. 2012        | 10. Jan. 2014                         | Ken Biller          | Ken Biller                    | 3,49 Mio.    |

## Staffel 2
Die Erstausstrahlung der zweiten Staffel war vom 25. Juni 2013 bis zum 18. März 2014 auf dem US-amerikanischen Fernsehsender TNT zu sehen. Die deutschsprachige Erstausstrahlung sendete der deutsche Pay-TV-Sender RTL Crime vom 10. Juni bis zum 26. August 2014.
| Nr. (ges.) | Nr. (St.) | Deutscher Titel                       | Originaltitel | Erstausstrahlung USA | Deutschsprachige Erstausstrahlung (D) | Regie               | Drehbuch                         | Quoten (USA) |
| ---------- | --------- | ------------------------------------- | ------------- | -------------------- | ------------------------------------- | ------------------- | -------------------------------- | ------------ |
| 11         | 1         | Alles bleibt anders                   | Ch-Ch-Changes | 25. Juni 2013        | 10. Juni 2014                         | Greg Beeman         | Ken Biller & Jason Ning          | 4,01 Mio.    |
| 12         | 2         | Unheimliche Beziehung der dritten Art | Alienation    | 2. Juli 2013         | 17. Juni 2014                         | Greg Beeman         | Michael Sussman                  | 3,51 Mio.    |
| 13         | 3         | Sehen oder nicht sehen                | Blindness     | 9. Juli 2013         | 24. Juni 2014                         | Jeff Woolnough      | Nicki Paluga                     | 4,02 Mio.    |
| 14         | 4         | Es waren einmal die Wahrheiten        | Toxic         | 16. Juli 2013        | 1. Juli 2014                          | Jeff Woolnough      | Warren Hsu Leonard               | 3,23 Mio.    |
| 15         | 5         | Caleidoscope – Das große Spiel        | Caleidoscope  | 23. Juli 2013        | 8. Juli 2014                          | Christopher Misiano | Jonathan Abrahams                | 3,48 Mio.    |
| 16         | 6         | Fehler im System                      | Defective     | 30. Juli 2013        | 15. Juli 2014                         | Andrew Bernstein    | Raf Green & Charley Dane         | 3,40 Mio.    |
| 17         | 7         | Brennpunkt Hirn                       | Neuropositive | 6. Aug. 2013         | 22. Juli 2014                         | Andrew Bernstein    | Sean Whitesell                   | 3,06 Mio.    |
| 18         | 8         | Sigmund Freu(n)d                      | Asylum        | 13. Aug. 2013        | 29. Juli 2014                         | Greg Beeman         | Jonathan Abrahams                | 3,25 Mio.    |
| 19         | 9         | Verwundete (1)                        | Wounded       | 20. Aug. 2013        | 5. Aug. 2014                          | Ken Biller          | Michael Sussman                  | 3,44 Mio.    |
| 20         | 10        | Krieger (2)                           | Warrior       | 27. Aug. 2013        | 12. Aug. 2014                         | Ken Biller          | Amanda Green                     | 3,62 Mio.    |
| 21         | 11        | Personenschaden                       | Curveball     | 25. Feb. 2014        | 19. Aug. 2014                         | Greg Beeman         | Jason Ning                       | 2,02 Mio.    |
| 22         | 12        | Ungleiche Brüder                      | Brotherhood   | 4. März 2014         | 19. Aug. 2014                         | Christopher Misiano | Sean Whitesell                   | 1,71 Mio.    |
| 23         | 13        | Codename Cobra                        | Cobra         | 11. März 2014        | 26. Aug. 2014                         | Christopher Misiano | Jonathan Abrahams & Nicki Paluga | 2,36 Mio.    |
| 24         | 14        | Liebeswahn                            | Obsession     | 18. März 2014        | 26. Aug. 2014                         | Christopher Misiano | Raf Green & Charley Dane         | 1,76 Mio.    |

## Staffel 3
Die Erstausstrahlung der dritten Staffel war vom 17. Juni 2014 bis zum 17. März 2015 auf dem US-amerikanischen Fernsehsender TNT zu sehen.
| Nr. (ges.) | Nr. (St.) | Deutscher Titel       | Originaltitel | Erstausstrahlung USA | Deutschsprachige Erstausstrahlung (—) | Regie               | Drehbuch                                               | Quoten (USA) |
| ---------- | --------- | --------------------- | ------------- | -------------------- | ------------------------------------- | ------------------- | ------------------------------------------------------ | ------------ |
| 25         | 1         | Pariser Affäre        | Paris         | 17. Juni 2014        | 27. Feb. 2015                         | Ken Biller          | Michael Sussman                                        | 3,07 Mio.    |
| 26         | 2         | Schmerzlos            | Painless      | 24. Juni 2014        | 6. März 2015                          | Eric McCormack      | Jason Ning                                             | 2,55 Mio.    |
| 27         | 3         | Menschenfleisch       | Shiver        | 1. Juli 2014         | 13. März 2015                         | Christopher Misiano | Raf Green                                              | 3,19 Mio.    |
| 28         | 4         | Besessen              | Possession    | 8. Juli 2014         | 20. März 2015                         | Christopher Misiano | Warren Hsu Leonard                                     | 2,58 Mio.    |
| 29         | 5         | Für die Ewigkeit      | Eternity      | 15. Juli 2014        | 27. März 2015                         | Jeff Woolnough      | Handlung: David Eagleman Schauspiel: Jonathan Abrahams | 2,58 Mio.    |
| 30         | 6         | Puppenmutter          | Inconceivable | 22. Juli 2014        | 3. Apr. 2015                          | Jeff Woolnough      | Nicki Paluga                                           | 2,85 Mio.    |
| 31         | 7         | Die Kunst des Mordens | Bolero        | 29. Juli 2014        | 10. Apr. 2015                         | Alrick Riley        | Tawnya Bhattacharya & Ali Laventhol                    | 2,79 Mio.    |
| 32         | 8         | Überdosis             | Prologue      | 5. Aug. 2014         | 17. Apr. 2015                         | Alrick Riley        | Michael Sussman                                        | 2,75 Mio.    |
| 33         | 9         | 12 Schüsse            | Silence       | 12. Aug. 2014        | 24. Apr. 2015                         | LeVar Burton        | Raf Green                                              | 2,87 Mio.    |
| 34         | 10        | Falsches Spiel        | Dirty         | 19. Aug. 2014        | 1. Mai 2015                           | LeVar Burton        | Jonathan Abrahams                                      | 2,57 Mio.    |
| 35         | 11        | Sturm im Kopf         | Brainstorm    | 17. Feb. 2015        | 8. Mai 2015                           | Andrew Bernstein    | Jason Ning                                             | 1,61 Mio.    |
| 36         | 12        | Geschlachtet          | Meat          | 24. Feb. 2015        | 15. Mai 2015                          | Andrew Bernstein    | Nicki Paluga                                           | 1,30 Mio.    |
| 37         | 13        | Schmutziger Deal      | Mirror        | 3. März 2015         | 22. Mai 2015                          | Elodie Keene        | Katie Gruel                                            | 1,74 Mio.    |
| 38         | 14        | Liebe tut weh         | Romeo         | 10. März 2015        | 29. Mai 2015                          | Ken Biller          | Amanda Green                                           | 1,68 Mio.    |
| 39         | 15        | Um jeden Preis        | Run           | 17. März 2015        | 5. Juni 2015                          | Ken Biller          | Ken Biller & Jonathan Abrahams                         | 1,78 Mio.    |